# Daisy von Pless
Mary Theresa Olivia « Daisy » Cornwallis-West, née le 28 juin 1873 au château de Ruthin dans le Denbighshire au Pays de Galles et morte le 29 juin 1943 à Wałbrzych), est duchesse de Pless (Pszczyna en polonais), comtesse von Hochberg, baronne de Fürstenstein. Daisy (aussi appelée Dana) est l'une des plus belles femmes de l'époque édouardienne et est issue d'une famille noble anglaise. Philanthrope, pacifiste et auteur de mémoires, elle est avec son époux à la tête d'une grande fortune composée de nombreuses propriétés immobilières et de mines de charbon en Silésie (actuelle Pologne). La presse lui a souvent reproché son mode de vie extravagant et ses engagements politiques et fit également l’écho des scandales familiaux qui ont jalonné sa vie.

## Famille et jeunesse
Née au sein d'une famille noble appauvrie, Daisy Cornwallis-West possède d'illustres ancêtres. Parmi eux, le baron Thomas West de la Warr, gouverneur de la colonie américaine de Virginie entre 1610 et 1611 dont le nom vient directement de l'état américain du Delaware. Bien des années auparavant, un autre De La Warr s'est illustré en la personne de Roger, qui a destitué le roi de France Philippe VI de Valois au cours de la bataille de Crécy en 1346 et qui plus tard en 1356 a livré le roi de France Jean II le Bon à Édouard de Woodstock, prince du pays de Galles qui s'exprime en ces mots « Le plus beau jour de ma vie ». Depuis ce moment, Jour de ma vie devient la devise des familles de la Warr et West.
Sur la demande de son futur époux, Daisy a fait remonter sa généalogie jusqu'au roi anglais Henri III Plantagenêt.[réf. nécessaire]
Daisy est la fille aînée du colonel William Cornwallis-West (né le 20 mars 1835 et mort le 4 juillet 1917, lui-même arrière-petit-fils de John West, 2e comte De La Warr), propriétaire du château de Ruthin dans le Denbighshire et du domaine de Newlands dans le Hampshire et de Marie-Adélaïde Fitzpatrick (née en 1854 et morte le 21 juillet 1920), surnommée Patsy. Le colonel et sa femme ont deux autres enfants, George, surnommé Buzzie (né le 14 novembre 1874 et mort le 1er avril 1951) et Constance, surnommée Shelagh or Biddy (née le 16 mai 1875 et morte le 21 janvier 1970). Après son mariage avec Jennie Jérôme, veuve de Randolph Churchill, George devient le beau-père de Winston Churchill. Constance, quant à elle, se marie avec Hugh Grosvenor, second duc de Westminster.
La future princesse est étroitement liée à la cour des rois Édouard VII et George V comme d'autres grandes familles nobles de Grande-Bretagne.
Daisy passe ses premières années au château de Ruthin. Elle voit très peu ses parents, principalement lors de réceptions et de salons où les enfants sont conviés, le reste du temps elle est confiée à des gouvernantes, dont l'une, Madame Haig est particulièrement sévère et sadique et cause de profondes névroses et dépressions au frère de Daisy.
Alors que Daisy est âgée de trois ans, son père met en location le château familial de Ruthin en raison de problèmes financiers. La famille s'installe pendant six ans à Londres, au 49 Eaton Place. Les enfants n'apprécient guère le temps passé dans la capitale et sont ravis de réemménager à Ruthin. Plus tard, ils s'installent au domaine de Newlands, hérité par la famille West en 1887. Dans les jardins de Newlands, Daisy s'adonne à la poésie et essaye de rédiger un livre intitulé « Don Juan di Bastallano ». À l'âge de quinze ans, au château de Ruthin, Daisy rencontre le premier amour de sa vie, George Cooper. Étant roturier et peu fortuné, sa mère lui interdit de le revoir et cela marque Daisy pour sa vie entière.
La future duchesse ne reçoit pas une éducation suffisante et écrit dans sa propre langue avec de nombreuses fautes. Elle adore chanter, et son premier professeur de musique est Sir Francesco Paolo Tosti, compositeur italien et chanteur à la cour royale de Londres. Elle rêve de devenir primadonna. À seize ans, elle voyagea avec ses parents à Florence en Italie afin de faire examiner sa voix par le directeur de l'opéra de Florence de l'époque, Luigi Vannuccini. Daisy se voit enseigner les bases du chant gratuitement ainsi que l'italien et le français dans l'espoir d'une carrière de chanteuse. Ainsi, elle tente de mettre de l'argent de côté pour des cours de chant mais elle attrape la fièvre typhoïde de par son habitude à boire l'eau du robinet plutôt que l'eau en bouteille. Elle rentre alors en Angleterre mais retourne à sa carrière de chanteuse professionnelle à Paris où son professeur est le ténor polonais Jean de Reszke. Elle se produit sur scène au Royal Opera House entre 1888 et 1900.

## Mariage
Le 8 décembre 1891, Daisy épouse le duc de Pless, Jean-Henri XV d'Hochberg, l'un des plus riches hommes de la haute noblesse allemande, alors secrétaire à l'ambassade allemande à Londres. Daisy et le prince se sont rencontrés quelques mois plus tôt. La mère de Daisy s'est particulièrement illustrée durant les fiançailles organisées à la Holland House à Londres au cours d'un bal masqué par sa détermination à marier sa fille à ce bon parti. Plusieurs années plus tard, Daisy a écrit « Je n'avais pas clairement réalisé que j'avais été achetée ».
Le mariage a lieu à l'église Sainte-Marguerite de Westminster à Londres avec la bénédiction de la reine Victoria et sous les yeux du futur roi d'Angleterre Édouard VII alors prince de Galles. Les jeunes mariés passent leur lune de miel à Paris et en Égypte. Aux yeux des Hochberg et de la haute noblesse allemande, Daisy n'est pas le meilleur choix en raison des difficultés économiques de la famille West. Le fiancé finance l'intégralité du voyage de noces. Avant la Première Guerre mondiale, la famille de Pless possède une riche fortune leur permettant un train de vie somptueux. Ils sont propriétaires de nombreuses mines, aciéries, cimenteries, briqueteries, moulins, magasins, hôtels mais aussi des châteaux de Pless et de Fürstenstein en Silésie, de manoirs sur la Riviera et à Berlin ainsi que des forêts et d'immenses champs.
Après son mariage, Hans quitte la diplomatie car le ministre allemand des Affaires étrangères interdit aux jeunes diplomates de se marier. Si le mariage semble une réussite au premier regard, les témoignages laissés par Daisy dans ses mémoires dépeignent un mari dépourvu de tendresse, décevant, la laissant seule pendant de longues périodes sans lui écrire, elle regrette ce manque d'affection bien qu'elle surnomme régulièrement le prince « le meilleur époux ». En outre, elle fait souvent part à son entourage de sa déception qu'Hans ne montre pas davantage d'ambition et d'intérêt politique.

## Vie au château de Fürstenstein
Après le mariage, la jeune duchesse s'installe au château de Fürstenstein qu'elle préfère à celui de Pless, la résidence de son beau-père. À première vue, Daisy est ravie de son rôle de duchesse mais elle se sent rapidement oppressée par la présence constante des domestiques, notamment du majordome qui garde la porte des toilettes. Elle supporte difficilement le luxe dans laquelle la famille vit, et la chaleur de son foyer lui manque. Dans ces mémoires, elle écrit ses sentiments lors d'une veille de Noël : « Noël ici ne ressemble pas à ceux que je passais avec ma famille en Angleterre. Nous avons de beaux chants allemand de Noël mais il n'y a pas de cylindre en papier contenant une surprise, un feu de camp ni de gâteaux aux pommes, aux raisins, aux zestes d'oranges et amandes, ni même de pudding aux prunes ».
Les années qui suivent, la princesse reçoit des spécialités directement d'Angleterre qu'elle fait partager dans des réceptions à Pless et en privé, dans ses appartements avec sa servante et son majordome anglais. Si elle apprécie les lieux, elle est immédiatement dégoûtée par l'atmosphère, les conditions d'hygiène et l'étiquette trop stricte de la cour d'Allemagne à cette époque. Elle tente d'apporter sa touche et ses habitudes britanniques mais ne peut pas toujours enfreindre les règles. « Mes idées britanniques d'aménager les équipements sanitaires et d'hygiène suscitèrent la réticence » écrit-elle.
Dès ses débuts en tant que maîtresse de maison à Fürstenstein, elle essaye de faire tout ce qui est en son pouvoir pour contribuer à une compréhension et une amitié entre son pays de naissance et son pays d'adoption. Daisy aime rappeler aux Allemands que l'Impératrice Victoria, femme de Frédéric III, est une princesse anglaise et que l'empereur est le petit-fils le plus âgé de la reine Victoria.
Elle visite souvent Wrocław qu'elle trouve très jolie de par sa taille et ses bâtiments. Elle passe également beaucoup de temps au palais de chasse de Promnice, à côté de Pless. À compter de 1907, elle ordonne la création de la ville Ma Fantaisie dans les environs de Fürstenstein qu'elle aménage elle-même. Afin d'entretenir les environs du château de Fürstenstein, elle fait venir un jardinier de Newlands pour que ce dernier réalise des jardins à l'anglaise.
Daisy souhaite faire du château de Fürstenstein un lieu de rencontres pour les têtes couronnées et les personnalités influentes en Europe. Ainsi, les murs du château accueillent entre de jeunes gentilshommes allemands, anglais et polonais, des délégations allemandes, britanniques, portugaises, grecques, roumaines et bulgares, des représentants des Habsbourg, Hohenzollern et des Romanov ainsi que le Maharaja de Cooch-Behar.
C'est un temps de prospérité pour la maison de Fürstenstein avec des réceptions luxueuses et des parties de chasse fastueuses grandement appréciées des invités. Le couple princier voyage beaucoup à travers l'Europe, notamment en Angleterre et plus précisément à Leicester où Daisy apprend à monter à cheval. Ensemble, ils se rendent en Irlande, dans les Newlands, dans le Sud de la France, en République tchèque, en Russie, en Écosse et en Allemagne. Dans le même temps, elle voyage en dehors de l'Europe, en Égypte, au Soudan et en Inde. En 1913, la duchesse et son frère George entreprennent un voyage en Amérique du Sud où ils visitent le Brésil et l'Argentine.

## Maternité
La maternité de la duchesse est une épreuve très pénible pour elle. Le 25 février 1893, alors en Angleterre, elle donne naissance à une petite fille qui ne vit que jusqu'au 11 mars de la même année sans être baptisée ou avoir reçu de nom. L'enfant repose au mausolée des Hochberg dans le château de Fürstenstein jusqu'en mai 1945. Pour l'enfant suivant, la princesse attend plusieurs années, consultant des gynécologues en Angleterre et en Allemagne. Le 2 février 1900, à Berlin, Daisy donne naissance à Hans Heinrich, prince de Pless et comte de Hochberg, surnommé Hansel dans la famille (mort le 26 janvier 1984). En raison de la présence de l'Empereur allemand Wilhelm II et du souverain britannique Édouard VII, l'enfant reçoit les noms des monarques comme seconds prénoms (Hans Heinrich Wilhelm Albert Édouard Hochberg von Pless).
En janvier 1905, le couple princier est à Londres, où elle accouche de son troisième enfant le 1er février. L'enfant est prénommé Alexandre Frédéric George Conrad Ernest Maximilien mais est surnommé Lexel. Le baptême a lieu dans la chapelle royale du palais Saint James.
Enfin, Daisy accouche d'un quatrième enfant, Bolko Conrad Frédéric, à Gross-Lichterfelde, une clinique près de Berlin le 23 septembre 1910. Cette dernière naissance affecte irrémédiablement la santé de la princesse en raison d'un accouchement difficile et un nouveau-né diagnostiqué avec une déficience cardiaque. Le jeune Bolko survit mais l'accouchement provoque des caillots qui causent de graves dommages pour les jambes de Daisy, sans doute à l'origine de la sclérose en plaques dont elle souffre jusqu'à la fin de sa vie.
Hansel en tant qu'héritier en titre étudie l'allemand, l'anglais, le français et le polonais. Daisy accorde de l'importance à l'éducation de son fils, c'est pourquoi elle passe une heure par jour avec lui, ce qui est rendu facile par l'existence d'un escalier au château de Książ entre ses appartements et la chambre des enfants. Elle souhaite les élever dans une tradition anglaise plutôt que prussienne, particulièrement Lexel, son deuxième fils, né à Londres, dont le parrain est le roi George V et dont elle espère en faire un parfait Anglais. Cependant dans la fin des années 1930, il prend la nationalité polonaise. Loin des cadres rigides de l'éducation élitiste traditionnelle, les enfants princiers peuvent jouer avec les enfants du personnel de maison.
Le 4 décembre 1924, Hansel épouse une Bavaroise divorcée du nom de Marie-Catherine de Berckheim (1896-1994), fille du comte Clément Schönborn-Wiesentheid, et surnommée Sissy. Sans enfant, le couple divorce en 1952. En 1958, à Londres, Hansel se remarie, cette fois ci avec Marie-Élisabeth Minchin (née en 1930) dont il divorce en 1971, toujours sans avoir eu d'enfants. Durant la Seconde Guerre mondiale, après un emprisonnement en raison de ses origines allemandes, le prince rejoint l'armée britannique. Après la guerre, il vit modestement en Angleterre sous le nom d'Henry Pless.
Lexel reçoit la nationalité polonaise en 1936 et s'installe de façon permanente en Pologne. Il quitte cependant le pays en 1939 avec sa belle-sœur Clothilde, alors veuve et ses enfants. Il s'enrôle dans les forces armées polonaises à l'Ouest sous le nom de Pszczyński. Alors second lieutenant, il est chargé de la protection du Général Władysław Sikorski avant de devenir traducteur pour une mission dans le Moyen-Orient. Il ne s'est jamais marié, étant homosexuel. Sa mère a voulu arranger un mariage avec Ileana, fille de son amie Marie de Saxe-Cobourg-Gotha, reine de Roumanie. Le projet n'est pas allé à son terme en raison de la fuite des préférences sexuelles du prince.
Le plus jeune fils de Daisy, Bolko Conrad, malade a vécu presque toute sa vie à Fürstenstein. Après son divorce d'avec Daisy, son père épouse l'Espagnole Clothilde Silva y Gonzales de Candamo, de 37 ans sa cadette, le 25 janvier 1925. Le mariage se termine par un violent scandale lorsque l'on apprend la romance entre Clothilde et le jeune Bolko, situation connue par le père. En 1934, Clothilde et le prince de Pless divorcent et ce dernier oblige son fils Bolko à épouser son ancienne belle-mère. Clothilde a deux enfants avec le père, Béatrice née 1929 et Conrad mort-né en 1930, et deux enfants avec le fils, Hedwig née en 1934 et le prince Bolko VI Hochberg von Pless, né en 1936. En 1936, Bolko Conrad est arrêté par la Gestapo à Gliwice pour motif de factures impayées. Bien qu'il n'ait pas été torturé en prison, il n'a pas accès à son traitement médicamenteux journalier. Il meurt le 22 juin 1936, au château de Pless, deux mois après avoir été relâché. Daisy vend son légendaire collier de perles pour payer la caution de son fils et son père intervient auprès de Joachim von Ribbentrop, alors ambassadeur allemand au Royaume-Uni.
Les deux enfants restant se querellent régulièrement pour des raisons financières et idéologiques. Hans Heinrich XV soutient finalement son plus jeune fils au détriment de l'héritier. Lexel et Hansel n'ont alors que de rares contacts jusqu'à la fin de leurs vies.

## Charité et réformes sociales
Les échecs dans la vie personnelles de Daisy n'ont pas d'impacts majeurs dans sa charité et ses activités sociales en Basse-Silésie. Elle utilise la fortune de son époux pour venir en aide aux nécessiteux. Elle suit ainsi les pas de son beau-père Hans Henrich XI, connu pour avoir créé des conditions sociales vues comme modernes pour ses domestiques (gratuité de l'hébergement, paiement des frais de scolarité et de crèches pour les enfants de ses employés, frais de santé, assurance maladie et pension de retraite). À ses débuts, Daisy organise des concerts de charité et sa voix surprend la noblesse allemande. Lors de l'un de ses concerts à Szczwno-Zdrój, elle collecte 1 367 marks, allant jusqu'à 5 200 marks lors d'un concert à Berlin en 1909. Elle joue également dans des œuvres de charité au théâtre et organise des fêtes de Noël à Fürstenstein et Pless pour plusieurs milliers de gens défavorisés. Elle consacre de plus en de plus de temps à ce type d'activités, jusqu'à reprendre la charge de l'orphelinat des enfants des domestiques, une clinique pour les mères qui travaillent et une école pour jeunes filles dont les parents sont en difficultés financières. Par son aide, elle dote le district de Podgórze d'une école accueillant 162 enfants handicapés qui ont pu apprendre à lire, écrire, compter et des métiers simples comme la vannerie ou le décor de porcelaine leur permettant de trouver un métier et de toucher un salaire. Afin d'obtenir des fonds pour cette école, la duchesse pense un temps réaliser un disque de ces concerts mais elle abandonne l'idée.
Sur sa demande, des spécialistes anglais viennent régler les problèmes de pollution de la rivière Pełcznica qui est une source de nombreuses épidémies puisque bue par la population dans des puits. C'est un projet long et fastidieux que Daisy s’efforce de mettre en place. Ainsi entre 1907 et 1912, la région est dotée d'une station d'épuration et de traitement des eaux usées qui la préserve de nouvelles épidémies de fièvres typhoïdiques.
En travaillant sur l'assainissement des eaux de la rivière, la duchesse découvre que le taux de mortalité infantile dans la région est très élevé. La raison principale étant le retour rapide au travail des mères de famille et le manque de lait de vache de bonne qualité pour les enfants. Daisy introduit alors un système français de lait pasteurisé gratuit avec l'aide des Églises protestantes et catholiques.
La duchesse souffre du sort réservé aux religieuses qui vivent dans une grande pauvreté. Elle crée une école gratuite de dentellerie et prend la charge de l'école de crochet de Jelenia Góra qui appartient alors à la baronne von Dobeneck. L'institution perdure jusqu'en 1935. L'enseignement est centré sur la dentelle à l'aiguille et la broderie. À l'apogée de son succès, l'école compte entre 150 et 170 élèves. En parallèle, Daisy ouvre un magasin où les élèves peuvent vendre leurs créations, très vite, les boutiques se multiplient, à Berlin, Munich, Hanovre, Hambourg, Königsberg (aujourd'hui Kaliningrad). Elle introduit ainsi la mode silésienne dans les grandes maisons européennes.
Le développement de son activité est brutalement interrompu par les débuts de la Première Guerre Mondiale.

## Première Guerre mondiale
Ayant conscience des changements politiques en Europe à l'aube de la Première Guerre mondiale, Daisy tente de prévenir la guerre en utilisant toute son influence. Pendant des années, elle tente de tempérer l'hostilité grandissante entre l'Angleterre et l'Allemagne. En 1906, au château de Książ, elle sert de médiatrice entre le roi Édouard VII qu'elle apprécie beaucoup et l'empereur Guillaume II, sans grand succès. Elle arrange également des rencontres entre diplomates britanniques et Wilhelm II dont l'un est Winston Churchill qu'elle imagine immédiatement comme un potentiel Premier ministre.
L'ambassadeur allemand à Londres, Paul Wolff-Metternich (1853-1934) organise souvent des réceptions où Daisy est invitée pour renforcer les liens de plus en plus distendus entre Allemands et Anglais.
En 1908, elle soutient son époux dans la défense des Polonais menacés d'expropriation. Le couple est alors jugé « polonophile » et leur popularité décline.
Daisy poursuit ses tentatives de médiations entre Guillaume II et Édouard VII et ce jusqu'à ce que ce dernier décède en 1910. À la suite de quoi l'empereur décélère la course à l'armement pour privilégier une issue pacifiste en s'entretenant avec des diplomates anglais comme le baron Ferdinand von Stumm, Sir Edouard Gray, Sir Edgar Speyer, le prince Carl Max von Lichnowsky ou encore Sir Arthur Crosfield. Pendant ce temps, la princesse, malade, écrit des lettres aux personnes de premier ordre pour poursuivre ce calmement des tensions. Pour ses efforts, l'empereur décide de décorer Daisy de l'Ordre de l'Aigle rouge, première classe, mais la guerre éclate et le fruit de longues années d'apaisement mené par Daisy tombe à l'eau.
Dès les débuts de la guerre, le 6 août 1914, Daisy rejoint la Croix Rouge pour exercer en tant qu'infirmière à l'hôpital Tempelhof de Berlin. En septembre 1914, elle visite le camp de prisonniers anglais de Döbritz ce qui provoque un grand scandale dans la presse allemande qui l'accuse alors d'espionnage. À la même période, sa mère est attaquée pour les mêmes allégations alors qu'elle visite un camp de prisonniers allemands en Angleterre. La nouvelle arrive jusqu'aux oreilles de l'empereur qui lui interdit alors d'aider la Croix-Rouge. Daisy retourne néanmoins travailler pour l'organisation en 1915 mais est directement envoyée en mission dans des trains en Serbie avant de travailler à l'hôpital Brčko de Belgrade où elle reste jusqu'à la fin des conflits.
Les hôpitaux militaires sont particulièrement bien gérés pendant le séjour de Daisy, si bien qu'un poste de directrice de l'hôpital militaire de Constanța lui est offert. Les aléas de la fin de la guerre empêchent la princesse de prendre ce poste. En récompense pour son dévouement, Daisy se voit offrir l'ordre de la Croix-Rouge, seconde classe, à Belgrade.

## Image publique
À ses débuts, la presse est conquise par Daisy, suivant chacun de ces pas, admirative de sa beauté, ses projets et son mariage digne d'un conte de fées. Elle figure toujours dans leurs bonnes grâces lorsqu'elle entreprend les travaux d'aménagement des jardins du château de Fürstenstein avant de petit à petit tomber en disgrâce.
Le changement de ton s’opère pendant la Première Guerre mondiale où la presse crée de véritables œuvres de fiction au sujet de son supposé métier d'espionne. Elle aurait selon eux donné des informations secrètes à propos des manœuvres militaires allemands aux Anglais. Le suicide du grand-duc Adolphe-Frédéric VI de Mecklembourg-Strelitz est également reproché à Daisy qui l'aurait séduit afin de lui soutirer des informations. L'époux de Daisy engage des avocats et de longues procédures afin de laver l'honneur de sa femme.

## Divorce
L'après Première Guerre mondiale est un moment tragique pour Daisy avec la mort de ses parents et sa maladie qui progresse vite. Dès 1913, la duchesse utilise une canne dorée et turquoise venue d'Inde. Les premiers conflits dans son couple se font également ressentir. Après la mort de son père, Hans entame de grandes et onéreuses rénovations du château de Książ dont Daisy conteste le montant. De plus, en 1909, Daisy découvre une correspondance de son époux avec une femme qu'il aurait pour projet d'épouser. Durant la guerre, Daisy reproche à son mari de n'avoir pas attendu son retour d'Angleterre et que ce dernier soit rentré, seul, avec son chauffeur en Allemagne. De plus, Hans collabore avec l'empereur, ne respectant pas les sentiments patriotiques de son épouse.
Le divorce est prononcé le 4 décembre 1922. Bien que reconnu coupable de fautes, le prince reçoit la garde des enfants. Hans, alors âgé de 62 ans souhaite épouser une jeune femme de la noblesse autrichienne et pour cela demande à Daisy de confirmer que le père de cette dernière l'a forcé à l'épouser.
Daisy conserve son titre, la villa « Les Marguerites » à La Napoule sur la Riviera, leur résidence munichoise d'Ismaningerstrasse ainsi que des voitures et du personnel. Cependant, le rapide déclin de la fortune de la famille de Pless change cruellement le niveau de vie de la princesse. C'est pourquoi elle signe un contrat de publicité pour la marque de cosmétiques Mercolized-Wax qui lui permet de vivre confortablement à Londres.
Après l'accession d'Hilter au pouvoir, Daisy qui n'est plus citoyenne allemande doit attendre de longs mois sa pension alimentaire, versée par le ministère des finances. Daisy s'endette, aux prises entre ses créanciers et la police. Sa cousine Edwin Fitzpatrick qui est restée à ses côtés après la Première guerre mondiale écrit des lettres désespérées à la cour de Fürstenstein et la duchesse se bat pour recevoir son argent avec les avocats de la juridiction de Pless.
Edwin finit par quitter la princesse et elle est remplacée à ses côtés par Dorothy Crowther, une aide de vie anglaise (morte en 1945). Les finances de la famille ne se portent guère mieux, principalement à cause de Lexel, très dépensier. La situation de la princesse étant désastreuse, son ex-mari et son fils aîné lui proposent de revenir à Fürstenstein désormais appelée du nom polonais de Książ, ce qu'elle accepte avec plaisir en 1935.
Daisy n'a jamais trompé son époux bien qu'elle se soit éprise de plusieurs hommes. Après son amour de jeunesse, George Cooper qui meurt de la tuberculose en Afrique, elle tombe amoureuse de Gordon Wood. Celui-ci meurt lors de la seconde guerre des Boers en 1901 alors que Daisy est mariée depuis déjà sept ans. Sur sa tombe, Daisy fit graver les mots suivants « Bénis soient les cœurs purs, ils verront Dieu » puisqu'il était « l'homme le plus généreux qu'elle ait connu ». Lors d'un voyage en Inde, alors qu'Hans chasse le tigre, Daisy flirte avec le Maharaja de Cooch-Behar, Narayan Bhup Bahadur, qui les avait invités. Son amour platonique le plus fort a été avec un attaché militaire austro-hongrois rencontré à Saint-Pétersbourg en 1896 qui devient entre-temps ambassadeur autrichien à Berlin, le prince Gottfried von Hohenlohe-Waldenburg-Schillingsfürst, surnommé Maxl. Daisy qualifie sa relation avec Maxl « d'amour marié ». Des rumeurs ont existé sur la prétendue histoire entre Daisy et l'empereur Guillaume II, qui se rapprochait davantage d'un profond respect et d'une grande affection l'un pour l'autre.

## Mémoires, succès et scandales
Face à d'importantes difficultés financières, la duchesse décide de publier ses mémoires. En 1928, le premier volume paraît à Londres sous le titre Daisy, princess of Pless, by herself (Daisy, princesse de Pless, par elle-même) qui est un succès avec six éditions dans la même année. Très vite traduits, une version allemande de ses mémoires sort sous le titre Tanz auf dem Vulkan (Dansant sur un volcan) mais est censurée et cause un grand scandale et une vague de haine. La presse attaque la princesse, son milieu la critique amèrement. Daisy est accusée d'égocentrisme, de mensonges et d'avoir entretenu une relation avec l'empereur Guillaume II. Seymour Leslie, un journaliste, rencontre la princesse, et ses mots sont repris par John Koch : « Les lecteurs indignés ont tout simplement ignoré les passages intéressants et historiquement importants. Pour la duchesse, c'était une autre tragédie, pas la dernière mais elle perdit le respect et la reconnaissance qu'on lui avait accordée ». En résultat à ces attaques, Daisy s'isole. Un second volume sort en 1931 sous le titre From my private diary (Issu de mon journal intime) puis un troisième, cinq ans plus tard What I left unsaid (Les non-dits que j'ai laissé).
Malgré les attaques, les mémoires de Daisy sont très populaires dans les années 1930 et sont parodiées par Mary Dunn sous le titre Lady Addle remembers (Madame Addle se souvient). James Stourton affirme que ces mémoires sont les meilleures du genre pour illustrer la vie de la haute noblesse du début du XXe siècle et qu'ils se trouvent dans chaque chambre d'invités des maisons anglaises les plus nobles. Ils sont encore à ce jour, l'une des sources historiques les plus précieuse pour la période édouardienne et wilhelminienne. Le succès des mémoires est également outre-Atlantique et même sur Internet malgré des prix élevés.
Les mémoires écrites par Daisy dans les premières années de son mariage n'ont jamais été publiés. Son petit-fils, le prince Bolko VI, les dépose plus tard au musée du château de Pless.

## Retour à Książ, maladie et mort
Au printemps 1935, Daisy retourne à Książ où elle vit dans un petit appartement dans l'aile réservée aux invités. Elle est accompagnée de Dorothy et est respectée par le personnel du château. Daisy ne peut se déplacer qu'en chaise roulante depuis la moitié des années 1920. Les enfants des environs l'accompagnent dans ses promenades dans le parc et leurs mères préparent toute sorte de nourriture pour la princesse. Le 22 juin 1935, Daisy souffre d'une violente attaque cardiaque. Ses problèmes de cœur l'empêchent d'assister aux funérailles de son plus jeune fils, Bolko. En octobre 1937, son ancien mari qui vit au château de Pless avec leur fils Lexel, propose de transférer la princesse afin qu'elle puisse vivre avec eux. Le matin du déménagement, alors qu'Edwin, la cousine de Daisy est venue l'aider, elle reçoit un télégramme le matin même l'informant que la princesse a changé d'avis et souhaite rester au château de Książ. La maison est en réalité entourée de forces SS qui ont intercepté un appel téléphonique de Dorothy à destination de Londres. Il est possible que Daisy a été retenue comme otage de la Gestapo en raison de sa résidence en Pologne, ses dettes financières en Allemagne et les exactions de Lexel contre la politique d'Hitler. Après avoir été libérée, toujours très malade, elle ne peut faire le déplacement pour les funérailles de son ex mari, décédé en janvier 1938.
Durant la Seconde Guerre mondiale, la duchesse essaye d'aider les prisonniers du camp de concentration de Gross-Rosen situé à proximité de Wałbrzych, en leur envoyant de la nourriture.
Les raisons du transfert de Daisy à l'époque sont encore inconnues, action de force nazie, ordre d'Hitler ou volonté de son fils Hansel de lui offrir de meilleures conditions de vie à Wałbrzych plutôt qu'à Książ. Au printemps 1941, Daisy vit dans une villa de Friedlandstrasse, au sein du complexe de Czettritz. Dorothy reste fidèlement aux côtés de la princesse, même si elle doit signaler sa présence chaque jour en raison de sa nationalité britannique. Son travail auprès de Daisy devient de plus en plus difficile puisque dans les derniers mois de la vie de la princesse, cette dernière est totalement paralysée. En raison de la négligence de l'administration de Pless, Dorothy doit faire le tour des fermes environnantes afin de trouver quelque chose à manger pour la duchesse et elle-même.
La princesse Daisy von Pless meurt 29 juin 1943 à 19 h 30, un jour après son 70e anniversaire. En annexe de son testament, rédigé en décembre 1915, elle écrit que ses amis doivent être heureux à son enterrement, les enfants doivent jouer et cueillir des fleurs. Le certificat de décès de la duchesse se trouve actuellement dans les archives de Pszczyna. Une copie existe dans les archives de l'église évangélique de Wałbrzych.
Comme raison du décès, le certificat stipule qu'il s'agit d'une crise cardiaque. Le 3 juillet 1943, plusieurs centaines de personnes se réunissent pour honorer une dernière fois la princesse et ce malgré l'interdiction décrétée par les autorités.
Daisy est inhumée dans le mausolée familial situé dans le parc du château de Książ. En 1945, les soldats de l'Armée rouge qui occupent les lieux ravagent le mausolée. Il est possible que le personnel ait cherché à cacher et protéger le cercueil de la princesse. Il est dit qu'ils l'auraient transféré dans le cimetière évangélique de la paroisse de Nieder Salzbrunn. Dans les années 1970-1980, ce cimetière comme beaucoup d'autres cimetières allemands de la région a été rasé.

## Culture populaire
Une légende existe à propos du collier de perles de 6 m de long que possède Daisy. Celui-ci aurait été repêché en mer, durant une expédition en Afrique ayant vu la mort d'un jeune pêcheur, le collier devenant maudit. Cette histoire a été créée par Andrzej Konieczny, pour une publication intitulée Les secrets d'une femme blanche qui fait partie d'une série populaire Épisodes historiques de Silésie (1989). De nombreux romans contemporains reprennent la légende du collier de Daisy pour en faire le centre de leurs intrigues, c'est le cas de Mr Carodzik and the pearls of Princess Daisy, 76e volume des aventures de ce détective, écrit par Iga Karst (2005), de Ciemno, prawie noc de Joanna Bator (2012) ou encore de String of Pearls d'Alexandra Taylor-Daye.
Daisy est connu des téléspectateurs polonais comme l'héroïne d'un film de Filip Bajon Magnat et d'une série télévisée Biała wizytówka, tous les deux sortis en 1986.
L'actrice Maria Gładkowska a joué le rôle de la princesse dans les deux productions, un rôle qui reprend beaucoup de caractère du personnage original. Le nom de famille von Pless a seulement été modifié en von Teuss. Le film relate les événements de la famille entre les années 1900 et 1938.
Il existe aussi un documentaire au sujet de la princesse, intitulé Daisy, mémoires du monde passé, réalisé par la Télévision polonaise Wrocław et le centre de culture et d'art de Wrocław en 2011 comme une partie d'une longue saga ayant pour thème Basse Silésie, pleine d'histoire.
Une pièce de théâtre a été également mise en scène au théâtre dramatique Jerzy Szaniawski de Wałbrzych où la princesse a été interprétée par l'actrice américaine Davina Reeves.
La presse a fait de rapides analogies entre la princesse Daisy et la princesse Diana, femme du prince Charles de Galles, mais aussi avec l'impératrice Élisabeth en Bavière, connue sous le nom de Sissi.
Enfin, en 1911, un jardinier de Trèves en Allemagne a confectionné une nouvelle variété de rose qu'il a nommée « Princesse de Pless » en hommage à Daisy.

## Postérité
Pendant de longues années, en raison de l'origine de Daisy, les autorités allemandes et polonaises ne sont pas intéressées au destin de la princesse ni à son histoire. Les premiers changements se s'ont opérés en Pologne, après 1989 où la mémoire de la princesse a commencé a intéresser les communautés de Wałbrzych et Pless. Depuis 2004, au château de Fürstenstein, un festival appelé « Princesse Daisy » accueille des groupes de musique du monde entier. À la fin de l'année 2007, Daisy est honoré par l'érection de deux obélisques en granite ornés de bas-reliefs à Wałbrzych et Pless.
À l'occasion du 140e anniversaire de la naissance de la princesse Daisy von Pless, le château de Pless a organisé une exposition temporaire sur sa collection de bijoux. Depuis une manifestation annuelle appelée les Jours de Daisy ont lieu à Pless. En 2012, la fondation Daisy von Pless est créée et le jour de l'anniversaire de la princesse sont célébrés, chaque année, des reconstitutions historiques, des concerts et des jeux organisés dans la ville. L'année 2013 a été décrétée l'année princesse Daisy dans toute la Basse Silésie et est inaugurée au château de Książ avec l'exposition Lettres de Daisy, sauvons l'Histoire ensemble. L'exposition montre la correspondance de la princesse avec plusieurs monarques européens comme le roi Édouard VII et le roi d'Espagne Alphonse XIII. En 2014, un train reliant Wrocław à Wałbrzych est nommé Daisy. En 2015, le prince Bolko VI von Pless, petit-fils de Daisy et d'Hans Heinrich XV est fait citoyen d'honneur de la ville de Wałbrzych.
Par ailleurs, l'intérêt porté à l'histoire de la princesse Daisy a dépassé les frontières de la Pologne avec le succès de l'exposition Daisy, princesse de Pless : les années heureuses qui s'est tenue en 2009 en République tchèque, ainsi qu'en Autriche, en Allemagne et en Grande-Bretagne.